# 香港醫療問題
隨著香港人口日增及人口老化問題，引伸的醫療問題亦得到香港各界的討論。

## 問題
- 民主黨曾經和自由黨於2014年2月發表紓緩香港公共醫療系統的醫生不足問題建議書，當中提到需求持續增加而醫生數目未能相應增加，結果令求診者輪候時間愈來愈長，“逼爆”急症室及專科覆診逾年的情況屢見不鮮；同時亦增加公立醫院醫生的壓力，醫療事故亦相應增加。[1][2]
- 民主黨於2019年3月進行一項公營醫療服務調查，指出公立醫院服務的問題包括輪候時間太長﹑病床太少、病房擠迫﹑醫生護士人手不足、對病人照顧不足夠、相隔太久才安排覆診及醫生診症時間太短等。[3]

## 歷史
- 2008年3月，港府在《2008年至2009年度香港政府財政預算案》之後，公布《醫療改革咨詢文件》，俗稱強醫金，提出多個醫療融資方案，收集市民反應。不過，強醫金方案並未得到廣泛支持。民主黨立法會議員鄭家富於2007年6月在信報撰文指「強醫金」制度有很多限制，對解決醫療體系的財政問題幫助不大，即使儲蓄制度推行一段時間，市民一旦患上癌症等嚴重疾病，很多市民的儲蓄戶口所累積的金額仍不足以支付大筆的醫療開支，反而會鼓勵濫用服務。[4]

## 政黨及民間團體現時立場及建議

### 公民黨
於發表的2018-19年度公民黨施政報告意見書中，公民黨曾經提出多項處理香港醫療問題的建議，其中包括：
- 要求政府增加精神科醫護人員數目；增加對精神病人出院後的護理設施及跟進服務；修訂現行安排，向病人處方副作用較少的新藥。另外，公民黨又要求針對兒童及青少年精神科服務，建議撥款 10 億元，讓輪候智力測驗長於三個月或以上的個案，獲資助私營醫療機構接受評估；並為在公營精神科專科門診輪候超過一年的個案，提供資助到私營醫療機構接受治療。[5]
- 於全港18區增設「綜合社區健康中心」。建議選擇社區內適合的普通科門診診所或健康中心擴建；或覓地興建，多層式、提供不同服務的綜合健康中心[5]
- 要求政府擴建或重建荃灣戴麟趾夫人普通科門診診所及青衣市區普通科門診診所。[5]
- 為長者提供全面的牙科保健及治療服務，建議在全港 18 區設立政府資助牙科診所；及在衞生署長者健康中心增設牙科服務。[5]

### 民主黨
於民主黨和自由黨在2014年2月聯合發表的香港公共醫療系統的醫生不足問題建議書，兩黨提及短期應該優化有限度註冊醫生制度，放寬語言限制加快和精簡審批程序；以合約形式重新聘請公共醫療系統退休資深醫生全職工作；檢討公立醫院醫生工作時間和升遷制度，進一步減少醫生流失，中期需要修訂現行醫生註冊法例，延長有限度註冊醫生的合約年期由一年至三年；以及延遲公立醫院醫生的退休年齡，而長遠則需要及早制定整體醫療服務長遠規劃，逐步增加政府對公共醫療投放佔香港本地生産總值的比例至接近其他的經濟發達體系。與此同時要檢討醫管局的運作、加強對私營醫療的監管，擴大公私營醫療合作；改革醫務委員會，增加非醫生的委員比例、適度放寬國際醫生在港執業的要求。  
另外，建基於2019年3月進行之調查結果，民主黨提出五項要求，包括：
- 讓海外優秀醫學院醫生免試在香港公立醫院行醫[3]
- 訂明醫科畢業生專科畢業後需在公營醫院服務至少五年[3]
- 減少醫管局會議次數及時間，讓管理層醫生往前線診治[3]
- 改善專職醫護人手及待遇以挽留人才[3]
- 削減單程證數目取回港方審批權，以減少新移民對對香港的醫療﹑房屋及福利服務帶來沉重負擔[3]

## 資料來源
1. 1 2  民主黨. .   [2020-04-11]. （原始内容存档于2019-05-23）. （页面存档备份，存于）
2. 1 2  自由黨. .   [2020-04-11]. （原始内容存档于2016年7月5日）. （页面存档备份，存于）
3. 1 2 3 4 5 6  民主黨. .   [2020-04-11]. （原始内容存档于2019-05-23）. （页面存档备份，存于）
4. ↑  鄭家富. .   [2020-04-11]. （原始内容存档于2019-05-23）. （页面存档备份，存于）
5. 1 2 3 4  公民黨.  (PDF).   [2020-04-11]. （原始内容存档 (PDF)于2020-04-15）. （页面存档备份，存于）